# Patrick McQuaid
Pour les articles homonymes, voir McQuaid.
Patrick McQuaid, parfois appelé Pat McQuaid, (né le 5 septembre 1949 à Dublin, Irlande) est un ancien coureur cycliste sur route irlandais. Il a été président de l'Union cycliste internationale (UCI) (de 2005 à 2013). Brian Cookson lui succède en septembre 2013.

## Biographie
Patrick McQuaid est issu d'une famille de cyclistes. Son père, Jim McQuaid, et ses oncles ont été coureurs cyclistes avant lui et ont mené une carrière à l'échelon international. 

### Carrière cycliste
McQuaid a couru de 1966 à 1982, commençant en tant que junior, avant, de faire une carrière amateur nationale, puis de passer professionnel et de courir au niveau international.
Il fut champion d'Irlande de course sur route en 1974 et remporta le Tour d'Irlande en 1975 et 1976.
À la fin de sa carrière, il courait pour l'équipe professionnelle britannique Viking Cycles, dans laquelle évoluaient des coureurs comme Sid Barras, Keith Lambert ou Mick Bennett. McQuaid courait encore lorsque le jeune Sean Kelly remportait ses premiers succès en Irlande. Parfois, ils firent tous deux partie de l'équipe nationale d'Irlande pendant les années 1970. Ils espéraient être sélectionnés pour disputer les Jeux olympiques d'été de 1976, mais ils furent écartés de la sélection après avoir couru en Afrique du Sud, alors que ce pays faisait alors l'objet d'un boycott sportif, en raison de sa politique d'apartheid.

### Dirigeant sportif
Après la fin de sa carrière sportive, Patrick McQuaid s'est de plus en plus impliqué dans l'organisation du cyclisme en devenant à partir de 1985, organisateur de courses cyclistes.
Parallèlement à cette activité, il fut entraîneur national de la Fédération irlandaise de cyclisme (1981-1984), puis membre du comité directeur (1985-1994) et enfin Président de cette même fédération (1994-1998).
En 1998, il est élu pour représenter l'Irlande à l'Union cycliste internationale (UCI). Membre du comité directeur de cet organisme depuis cette date, il fut Président de la Commission Route (1998-2005), avant d'être élu Président de l'UCI en 2005.

### Président de l'UCI
En tant que président de l'UCI, Patrick McQuaid a présenté au cours d'une conférence de presse à Genève en juin 2007 la nouvelle charte antidopage adoptée par l'instance internationale du cyclisme, destinée à laver l'honneur d'un sport de plus en plus sali par les affaires de dopage, invitant tous les cyclistes professionnels à signer « cet engagement des coureurs pour un nouveau cyclisme » avant le 7 juillet 2007, date de départ du Tour de France 2007.

## Palmarès
| - 1969 - Raggles Inn Road Race - 1970 - 1re étape du Tour d'Irlande - 1971 - Tour of the Slade Valley - 1972 - Shay Elliott Memorial Race - Grand Prix d'Irlande - Co Dublin Board - Charlie Parker Memorial - Limerick Road Race - 1974 - Champion d'Irlande sur route - Sean Dillon Memorial - 3e et 7e étapes de la FBD Insurance Rás - 1re étape du Tour d'Irlande - 5e étape du Tour of the North | - 1975 - 3e, 4e et 6e étapes du Tour de Fingal - Orwell Wheelers Road Race - 8e et 13e étapes du Rapport Toer - Tour d'Irlande : - Classement général - 4e étape - 1976 - Woolmark Grand Prix - Jimmy Henzey Memorial Two Day : - Classement général - 1re étape - Tour des Cotswolds - Classement général du Tour d'Irlande - 1978 - Tour des Pennines - 1980 - 5e étape de la FBD Insurance Rás |